# Jean-François Martos
Pour les articles homonymes, voir Martos.
Jean-François Martos, né en Algérie en 1952, est un essayiste et éditeur français proche de la critique situationniste.

## Biographie
Jean-François Martos, proche du mouvement situationniste, a entretenu une longue amitié et une correspondance avec Guy Debord entre 1981 et 1992. 
En 1971, Jean-François Martos publie une traduction de Les ouvriers italiens et la révolte de Reggio de Calabre, brochure de la section italienne de l'Internationale situationniste. En 1972 il réédite le Rapport sur la construction des situations de Guy Debord, puis en 1976, Pour la forme d'Asger Jorn.
Au début des années 1980, Jean-François Martos traduit et édite Du Terrorisme et de l'État de Gianfranco Sanguinetti à l'enseigne de "Le fin mot de l'Histoire", structure où il édite également des brochures sur les questions de société. Cet ouvrage révèle le rôle joué par les services secrets italiens dans les activités terroristes des Brigades rouges.
Jean-François Martos est l'auteur en 1983 d'un essai sur la Pologne à l'époque de Solidarnosc, La Contre-révolution polonaise par ceux qui l'ont faite où il se montre très critique envers le rôle joué par Lech Wałęsa. Martos a également écrit, sur demande de Guy Debord, une Histoire de l'Internationale situationniste publiée en 1989 par les éditions Gérard Lebovici.
Depuis 1987, Jean-François Martos a écrit plusieurs brochures d'opposition aux idées de l'Encyclopédie des Nuisances.
En 1998, il publie sa Correspondance avec Guy Debord, mais l'ouvrage est interdit par la justice pour une question de droits à la suite d'une plainte des éditions Fayard et d'Alice Debord. L'année suivante, Jean-François Martos publie Sur l'interdiction de ma "correspondance avec Guy Debord".
Le 28 mai 2013, chez Artcurial, après une première tentative infructueuse en décembre 2009, il vend aux enchères (58 797 €) les lettres que Guy Debord lui avait adressées entre 1981 et 1990.

## Publications

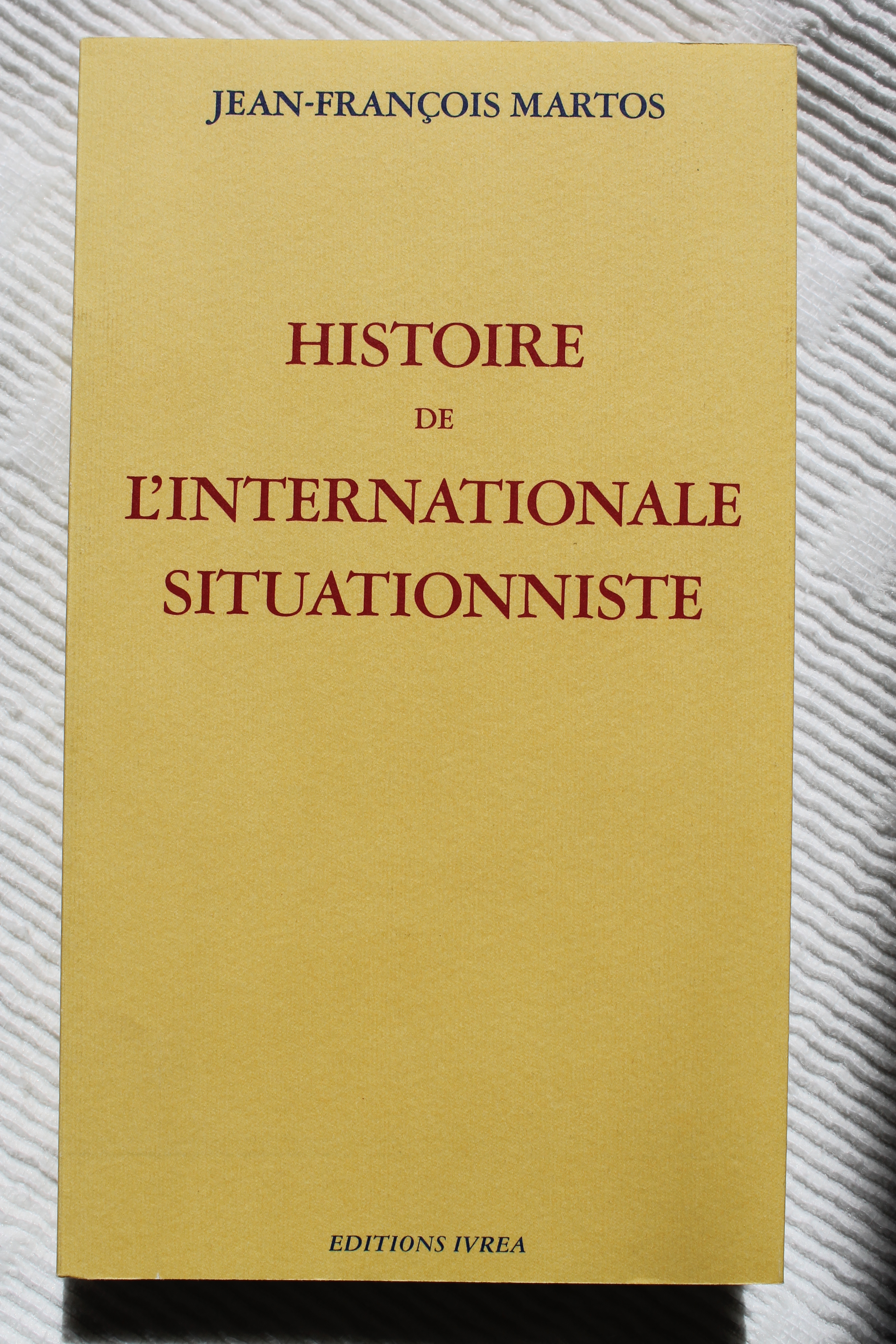
Couverture de lHistoire de l'Internationale situationniste, Éditions Ivrea.

- La Contre-révolution polonaise par ceux qui l'ont faite, Champ Libre, 1983.  (ISBN 2-85184-143-2)
- L'Encyclopédie des puissances, en collaboration avec Jean-Pierre Baudet, Le fin mot de l'Histoire, 1987.  (ISBN 2-903557-01-2)
- Histoire de l'Internationale situationniste, éditions Gérard Lebovici, 1989.  (ISBN 2-85184-217-X)
- Sur l'interdiction de ma "correspondance avec Guy Debord", Le fin mot de l'Histoire, 1999.  (ISBN 2-903557-04-7)

Correspondance
- Éditions Champ Libre, Correspondance, Vol. 3, Le fin mot de l'Histoire, 1995.  (ISBN 2-903557-02-0)Correspondance polémique avec Lorenzo Valentin à propos du destin des éditions Champ Libre.
- Correspondance avec Guy Debord, Le fin mot de l'Histoire, 1998.  (ISBN 2-903557-03-9)
- Guy Debord, Correspondance, volumes 6 et 7, Fayard, 2007 et 2008. Les lettres de Guy Debord à Jean-François Martos sont recueillies dans ces deux volumes.

Traductions
- Gianfranco Sanguinetti, Du Terrorisme et de l'État, la théorie et la pratique du terrorisme divulguées pour la première fois, traduit de l'italien par Jean-François Martos, Le fin mot de l'Histoire, 1980.  (ISBN 2-903557-00-4)